# Mesquite (Nevada)
Mesquite – miasto w Stanach Zjednoczonych, w stanie Nevada, w hrabstwie Clark
Miasto leży w dolinie Virgin River. Większość miasta leży w północno-wschodnim narożniku hrabstwa Clark, jednak zaczyna się ono rozprzestrzeniać na sąsiednie hrabstwo Lincoln. Od wschodu znajduje się granica stanowa z Arizoną. Przez miasto przechodzi Autostrada międzystanowa nr 15, wiodąca z Salt Lake City do Las Vegas i dalej do Los Angeles.

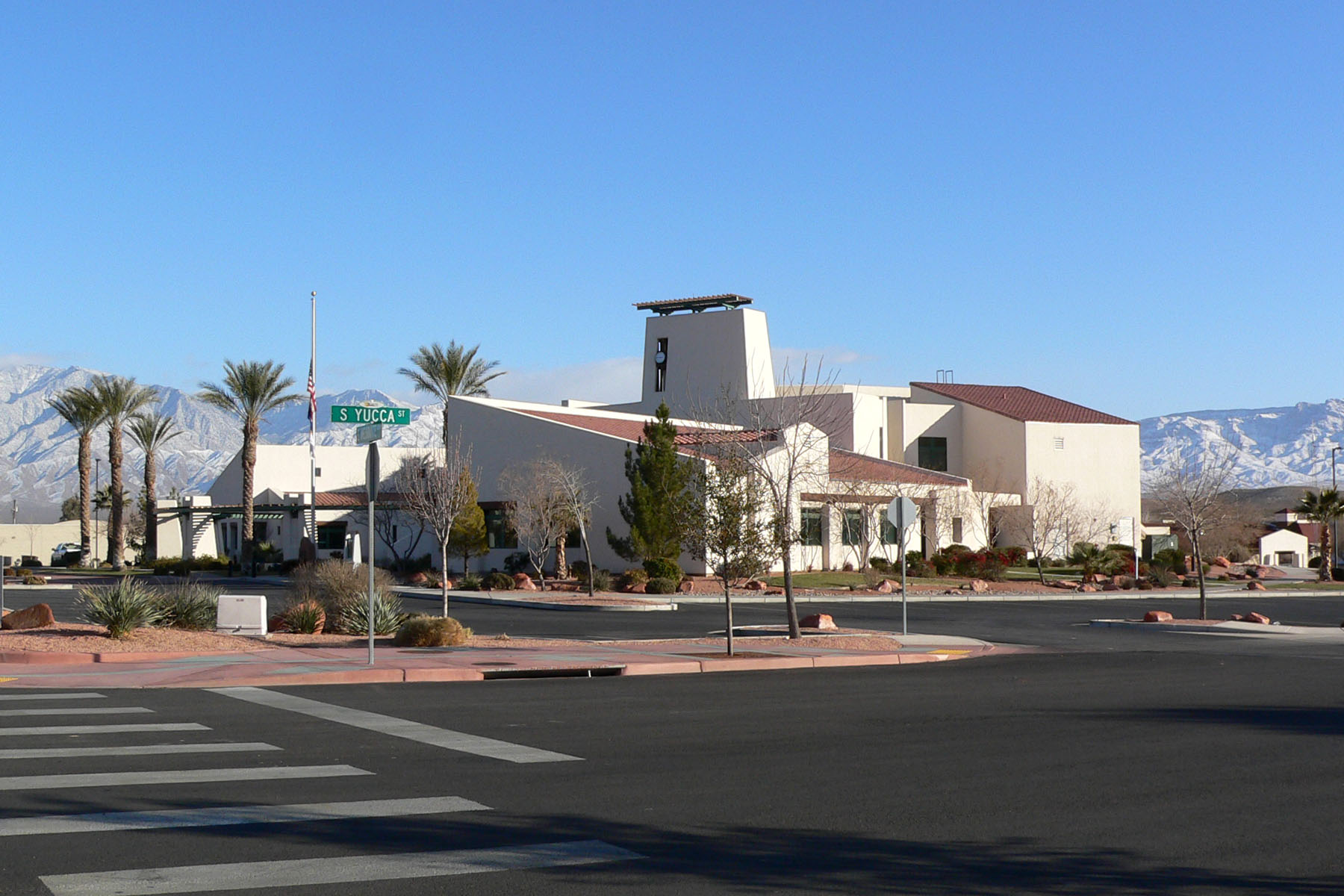
Ratusz w Mesquite